# 天顺帝 (元朝)
元天顺帝阿剌吉八（1320年—？），是元朝第七位皇帝，蒙古帝国第十位大汗，泰定帝之子，亦是甘麻剌之孫、真金的曾孫。1328年10月3日至1328年11月14日在位，在位一个月十一天。

## 生平
致和元年七月初十日（1328年8月15日），元泰定帝也孙铁木儿在上都病逝，丞相倒剌沙专权自用，过了一个多月仍迟迟不立9岁的太子阿剌吉八即位。
致和元年九月十三日（1328年10月16日），知樞密院事燕帖木儿在大都（今北京）拥立元武宗之子图帖睦尔即位，改元“天历”，图帖睦尔是为元文宗。
致和元年九月，丞相倒剌沙在上都拥立太子阿剌吉八为皇帝，改元“天顺”。
上都的天顺帝朝廷由丞相倒剌沙派兵进攻大都的文宗朝廷，元文宗派燕帖木儿率军迎战，双方经过多次战争，一开始双方互有胜负，后来大都朝廷逐渐占据军事优势。
天顺元年十月十三日（1328年11月14日），大都朝廷的军队包围上都，其麾下的遼王脫脫為齊王月魯帖木兒所殺，丞相倒剌沙等大臣奉皇帝宝出降，天顺年号被元文宗废除。在上都投降的一個月之後，其麾下的親信皆被清算，倒剌沙伏誅並磔於市，其伯父之子梁王王禪為其效力而被賜死，馬某沙、紐澤、撒的迷失、也先鐵木兒等皆棄市。
他在位僅月餘，無谥号和庙号，因此历史上以其年号称之为天顺帝。汉文和蒙古文的史书都没有记载天顺帝在倒剌沙投降后的下落，而西藏的《红史》則记载齐王月鲁帖木儿杀死了皇帝。

## 名字
《元史》中两次出现元天顺帝的名字，《元史·泰定帝本纪》说“皇子阿速吉八為皇太子”，《元史·宗室世系表》作“皇太子阿里吉八”。藏语《红史》作ར་ཁྱི་ཕག（威利转写：ra khyi phag，源于梵语 rāja-pika），蒙古语《蒙古源流》作ᠷᠠᠵᠠᠪᠠᠭ或ᠷᠠᠴᠠᠪᠠᠭ（Račabaγ），《蒙古黄金史》作（鲍培转写：Razibaγ）。明代的《元史紀事本末》（清代刊行本）记为“阿剌吉八”，现代蒙古学著作也使用阿剌吉八作为译名。

## 相關史料
- 《元史·文宗本紀》（页面存档备份，存于），明朝官修正史
- 《新元史·文宗本纪》（页面存档备份，存于），民国官修正史
- 《续资治通鉴》（页面存档备份，存于），清朝史学家毕沅撰写。
- 《元史类编》，清朝史学家邵远平撰写。
- 《元史新编》，清朝史学家魏源撰写。
- 《元书》，清朝史学家曾廉撰写。
- 《蒙兀儿史记》，清末民初史学家屠寄撰写。

## 評價
- 清朝史学家曾廉《元书》的評價是：“论曰：曾子以托孤寄命，临大节而不可夺，斯为君子人也。故山有猛虎，樵采不入。前史称泰定帝能守祖宗之法，故天下无事。呜呼！徒法不能以自行也，向使汉武不委裘于霍光、金日磾，而倚上官桀、桑弘羊，则孝昭岂得晏然南面？况又弗如孝昭者乎？狙于近习而不知求天下之贤以佐佑之，贵为天子，富有天下，而不能庇其妻孥，若敖之鬼佞焉咎安在哉！君子是以不多子孟，而乐道孝武之善付托也。”[11]